# Kleine paradijspitta
De kleine paradijspitta (Melampitta lugubris) is een kleine, bosbodem bewonende zangvogel uit het monotypische geslacht Melampitta.

## Taxonomie
De vogel werd in 1871 door de in Leiden werkzame dierkundige Hermann Schlegel aan de hand van door Hermann von Rosenberg verzamelde vogels geldig beschreven. In 2014 is door Schodde & Christidis de veel grotere paradijspitta uit het geslacht Melampitta verwijderd. Op grond van DNA-onderzoek en volgens morfologische gegevens, zoals de bouw van de syrinx, is er groot verschil tussen deze twee soorten. Deze verschillen zijn te groot om beide in één geslacht te plaatsen.

## Kenmerken
De kleine paradijspitta is ongeveer 18 cm lang. Het is een onopvallende zwart gekleurde vogel met een kort staartje. Hij is aanmerkelijk kleiner dan de paradijspitta (Megalampitta gigantea). De verhouding staart-vleugel is 0,58 tot 0,70 (bij de de grotere paradijspitta is dat 0,8 tot 0,9). Het is een schuwe, lastig waar te nemen vogelsoort die leeft op de grond en zelden vliegt.. 

## Verspreiding en leefgebied
De vogel is endemisch in Nieuw-Guinea en komt voor in bergwouden op een hoogte tussen de 1400 meter boven de zeespiegel tot aan de boomgrens. Binnen dit habitat is de vogel niet zeldzaam.

## Status
De grootte van de populatie is niet gekwantificeerd maar de soort wordt omschreven als plaatselijk vrij algemeen. Op de Rode lijst van de IUCN heeft deze soort de status niet bedreigd.